# Eupodotis humilis
Eupodotis humilis е вид птица от семейство Otididae. Видът е почти застрашен от изчезване.

## Разпространение
Видът е разпространен в Етиопия и Сомалия.